# Cléber Schwenck Tiene
Cléber Schwenck Tiene (født 8. februar 1979) er en brasiliansk fodboldspiller.